# René Duguay-Trouin
René Duguay-Trouin (du Guay-Trouin), pan na Gué (ur. 10 czerwca 1673 w Saint-Malo, zm. 27 września 1736 w Paryżu) – francuski korsarz i admirał. 
Pochodził z rodziny armatorów z Saint-Malo. Z woli ojca miał zostać duchownym i uczęszczał do specjalnego gimnazjum, lecz po jego śmierci porzucił szkołę i popadł w długi. Brat zaokrętował go na należący do rodziny okręt i wysłał do walki z Anglikami i Holendrami. W 1694 dzięki wykazanym umiejętnościom otrzymał własny okręt (lugier Le Danycan) i oddano pod jego dowództwo eskadrę. Prowadził korsarskie działania grabiąc na holenderskich i angielskich łowiskach w pobliżu Islandii. Po stoczeniu 12-godzinnej walki z angielskimi liniowcami w maju 1694 dostał się do niewoli, ale z więzienia w Plymouth uwolnił się dzięki pomocy zakochanej Angielki. 
W 1697 koło Bilbao rozgromił holenderski konwój i zdobył łupy wartości miliona franków. Zwrócił na siebie uwagę podczas wojny Francji z Ligą Augsburską w latach 1688–1697, w trakcie podejmowanych wtedy działań korsarskich. W 1697 otrzymał rangę starszego komandora (capitaine de frégate) marynarki królewskiej. 

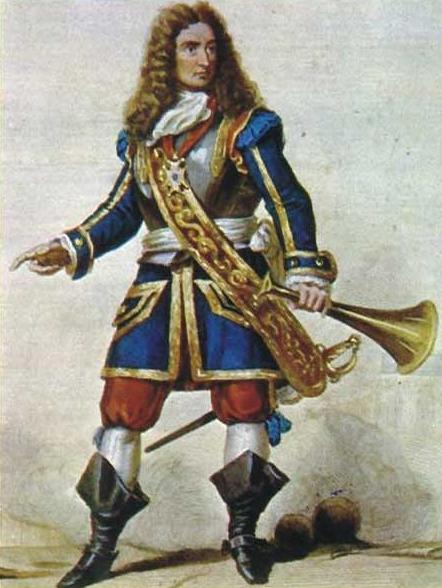
Jako królewski dowódca w wyobrażeniu z epoki

Największe sukcesy osiągnął w latach 1702–1713 podczas wojny o sukcesję hiszpańską. W 1709 działał na wodach atlantyckich w pobliżu Brazylii; w uznaniu dotychczasowych zasług w tym samym roku nadano mu szlachectwo. W 1710 powziął śmiały plan wyprawy na portugalskie Rio de Janeiro uważane za niemożliwe do zdobycia. Z braku środków królewskich dla sfinansowania tej wyprawy stworzono akcyjną spółkę prywatnych inwestorów. Umowa podpisana z udziałem króla w marcu 1711 określała podział zysków z operacji wojennej mającej charakter korsarski. Ostatecznie Duguay-Trouin dowodził siedemnastoma okrętami z 735 działami i 5700 ludźmi. 12 września 1711 jego flota wpłynęła do zatoki Guanabara i pokonała zakotwiczone tam okręty portugalskie, a następnie wysadzono na ląd oddziały desantowe. Po wielodniowych walkach zniszczono i splądrowano miasto, uwolniono przetrzymywanych jeńców francuskich i zażądano wysokiego okupu za pozostawienie niezniszczonych fortyfikacji.  
W 1728 Duguay-Trouin otrzymał nominację na królewskiego admirała (lieutenant-général des armées navales du roi); pod koniec życia pełnił obowiązki komendanta portu wojennego w Breście (1731), a potem w Tulonie (1736). 
W trakcie swych pirackich działań zdobył 60 okrętów i 300 statków.